# 1992 في بلجيكا
فيما يلي قوائم الأحداث التي وقعت خلال عام 1992 في بلجيكا.

## رياضة
- 30 أغسطس – جائزة بلجيكا الكبرى 1992 الفائز مايكل شوماخر.

## مواليد

### فبراير
- 4 فبراير – صوفي أوين لاعبة كرة مضرب بلجيكية.

### مايو
- 11 مايو – تيبو كورتوا لاعب كرة قدم بلجيكي.

### يونيو
- 17 يونيو – ماكسيم ليستيين لاعب كرة قدم بلجيكي.
- 25 يونيو – كوين كاستيلس لاعب كرة قدم بلجيكي.

### يوليو
- 28 يوليو – فكتور كلوناريديس لاعب كرة قدم بلجيكي.

### سبتمبر
- 20 سبتمبر – ديلان بورليه

## وفيات

### يناير
- 1 يناير – فيرديناند أدامز (مواليد 1903) لاعب كرة قدم بلجيكي.
- 22 يناير – فرناند بويل (مواليد 1918) لاعب كرة قدم بلجيكي.

### مارس
- 29 يوليو – مارسيل يانسن (مواليد 1931) درّاج طريق بلجيكي.

### مايو
- 4 مايو – أوغست هيليمانس (مواليد 1907) لاعب كرة قدم بلجيكي.

### يونيو
- 15 يونيو – جان آيرتس (مواليد 1907) دراج بلجيكي.

### يوليو
- 29 يوليو – مارسيل يانسن (مواليد 1931) درّاج طريق بلجيكي.

### أكتوبر
- 22 أكتوبر – أندريه فانديفيير (مواليد 1909) لاعب كرة قدم بلجيكي.

### ديسمبر
- 24 ديسمبر – بييو (مواليد 1928)